# San Miguel Arcángel (Blasco de Grañén)
San Miguel Arcángel es una pintura realizada por Blasco de Grañén y conservada en la colección permanente del Museo Nacional de Arte de Cataluña. Ingresó en el museo como donación de "Doña Pilar Rabal Rabal en memoria de su esposo Pedro Fontana Almeda. Barcelona, 13/10/1976"

## Descripción
A pesar de la presencia de rasgos valencianos en esta tabla de Blasco de Grañén, su pintura refleja también un cierto conocimiento de la producción pictórica de los leridanos Jaume Ferrer I, Jaume Ferrer II o Pere Teixidor.
Las medidas del cuadro hacen pensar que constituía una de las calles laterales de un retablo de triple advocación, pero también es posible que se tratara de la tabla central de un pequeño retablo dedicado solo a San Miguel. Para la pintura aragonesa, Blasco de Grañén no solo es importante por su alta calidad artística, sino también por lograr la creación de escuela.